# Anarquismo pós-esquerda
Anarquismo pós-esquerda, anarquismo pós-esquerdista, ou simplesmente pós-esquerdismo é uma corrente anarquista crítica que problematiza a relação do anarquismo com a esquerda tradicional. Alguns pós-esquerdistas buscam formas de escapar do confinamento das ideologias em geral.
O anarquismo pós-esquerda é marcado pelo foco na insurreição social e a rejeição das formas de organização social vinculadas de esquerda. Esta corrente se desenvolveu rapidamente desde a queda da União Soviética, que resultou no declínio do socialismo autoritário.

## Proponentes e difusores
Grupos e iniciativas individuais associadas ao anarquismo pós-esquerdismo incluem CrimethInc, Jason McQuinn, Hakim Bey, Bob Black, e as revistas Anarchy: A Journal of Desire Armed, Green Anarchy e Fifth Estate. As ideias associadas a anarquia pós-esquerda foram criticadas por outros anarquistas, notavalmente por Murray Bookchin, na polêmica, Anarquismo Social ou Anarquismo de Estilo de Vida: um abismo intransponível, atacando esta corrente recente do pensamento anarquista. Bob Black por sua vez escreveu um livro em resposta aos argumentos de Bookchin chamado Anarquia após o Esquerdismo.

## Relacionamento com outras tendências dentro do anarquismo
O anarquismo pós-esquerdista tem sido crítico de algumas escolas clássicas do anarquismo como as do plataformismo e a do anarcossindicalismo. Existe uma certa relação estreita existente entre o anarquismo pós-esquerdista e o anarcoprimitivismo, anarcoindividualismo e anarquismo insurrecionário. Não obstante os anarquistas pós-esquerda Wolfi Landstreicher e Jason McQuinn se distanciaram e criticaram o anarcoprimitivismo.